# Paul von Seydlitz

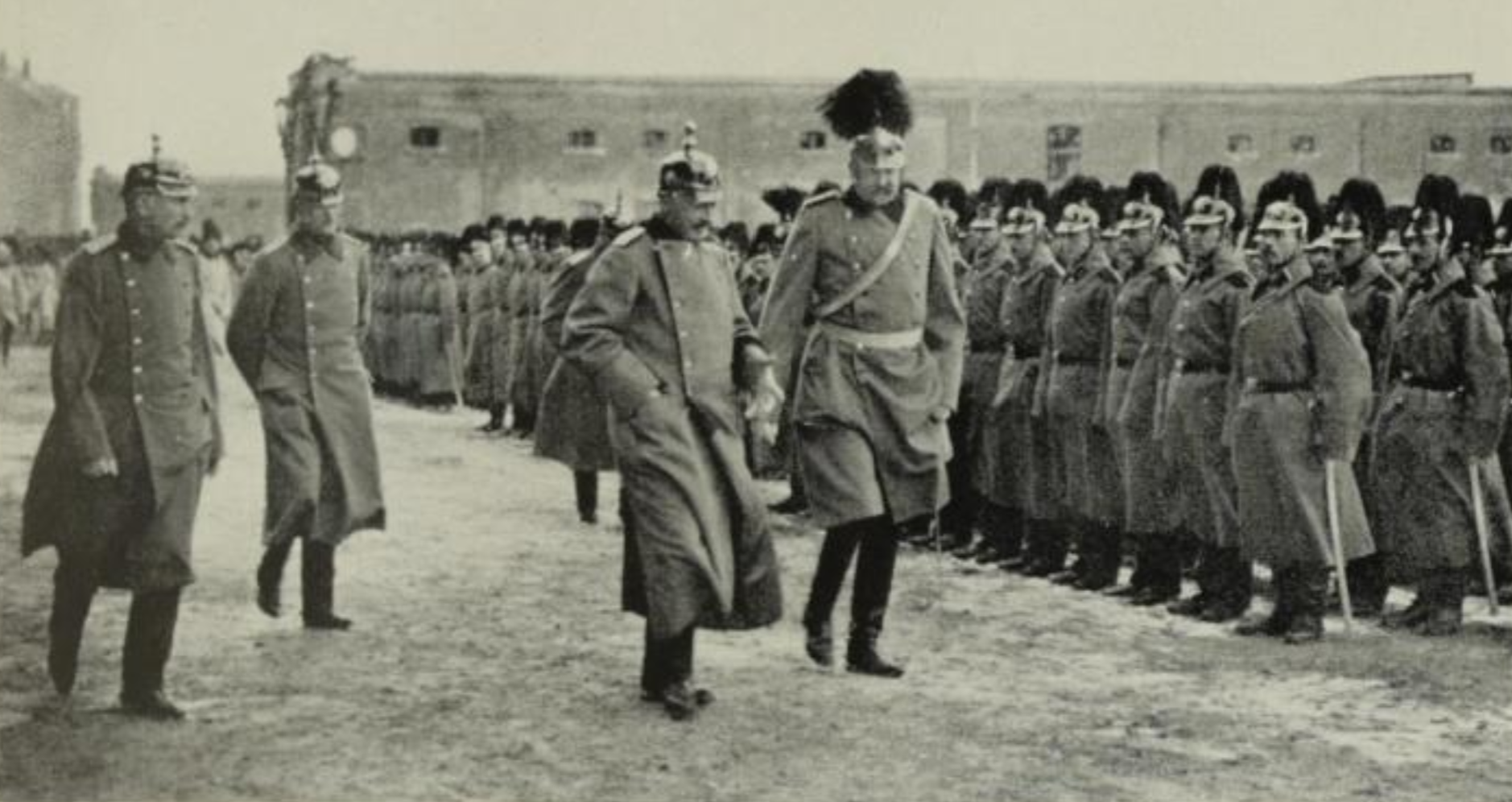
Generalmajor von Seydlitz (1 v. links) bei einer Paradeaufstellung eines Feld-Artillerie-Regiments

Carl Paul Ehregott von Seydlitz (* 7. September 1853 in Nepperwitz; † 25. Februar 1934 in Dresden) war ein sächsischer Generalleutnant.

## Leben

### Karriere
Paul von Seydlitz entstammte dem schlesischen Uradelsgeschlecht von Seydlitz, trat 1867 in das Kadettenkorps der Sächsischen Armee ein und wurde nach langjähriger Erziehung unter Ernennung zum Fähnrich am 1. April 1872 dem Feldartillerie-Regiment überwiesen. Im Regiment avancierte er am 12. September 1873 zum Sekondeleutnant. Nach Teilung seines Regiments wurde er dem neuerrichteten 1. Feldartillerie-Regiment Nr. 12 zugewiesen. Nach Beförderung zum Premierleutnant am 24. Mai 1878 wurde er als Disziplinaroffizier und Mathematiklehrer bis 1884 zum Kadettenkorps in Dresden kommandiert. Nach Rückkehr zu seinem Stammregiment wurde er am 22. Februar 1885 Hauptmann. Er wurde 1891 à la suite seines Regiments gestellt und als Artillerieoffizier vom Platz nach Dresden kommandiert. In dieser Eigenschaft avancierte Seydlitz am 20. Oktober 1892 ohne Patent zum Major und war zusätzlich als Vorstand des Artilleriedepots tätig. Das Patent zu seinem Dienstgrad erhielt er am 24. Juli 1893. 1895 wurde Seydlitz von dieser Position enthoben und zum Kommandeur der II. Abteilung im 2. Feldartillerie-Regiment Nr. 28 ernannt. 1896 wurde er Chef der Waffen-Abteilung im Kriegsministerium in Dresden und in dieser Eigenschaft am 16. November 1898 zum Oberstleutnant befördert. Daran schloss sich 1899 eine Verwendung als Kommandeur des 4. Feldartillerie-Regiment Nr. 48 und er rückte am 23. März 1901 zum Oberst auf. Am 20. September 1901 beauftragte man ihn mit der Führung der 4. Feldartillerie-Brigade Nr. 40 in Riesa befördert, bevor er am 3. August 1903 zum Kommandeur dieser Brigade ernannt und am 28. Oktober 1904 zum Generalmajor befördert wurde. Er wurde am 19. August 1907 als Nachfolger von Hermann von Schweinitz Stadtkommandant von Dresden und zugleich mit der Wahrnehmung der Geschäfte des Inspekteurs der militärischen Strafanstalten beauftragt. In dieser Position erhielt er am 22. Mai 1908 den Charakter als Generalleutnant. In Genehmigung seines Abschiedgesuches wurde Seydlitz am 24. September 1910 mit Pension und der Erlaubnis zum Tragen der Generalsuniform zur Disposition gestellt. Anlässlich seiner Verabschiedung verlieh ihm König Friedrich August III. das Komturkreuz I. Klasse seines Verdienstordens.
Im Ersten Weltkrieg wirkte Seydlitz als Vorsitzender des Landesausschusses vom Roten Kreuz in Sachsen. Bis 1919 fungierte er zudem das Ehrenamt als Vorsteher der privilegierten Bogenschützengilde. Er leitete von Januar 1926 bis Dezember 1927 die Zweigstelle Dresden des deutschen Sprachvereins. Er wurde auf dem Dresdner Garnisonsfriedhof begraben.

### Familie
Er heiratete im März 1887 in Dresden Editha von Buhl.